# Juvencus
C. Vettius Aquilinus Juvencus leefde ten tijde van Constantijn de Grote, in de 4e eeuw. Hij was priester en behoorde tot een vooraanstaande familie uit Giliberri, nabij Granada (Spanje). Hij is de auteur van het Evangeliorum libri quattor. Dit werk kan gesitueerd worden in de Latijns-christelijke epiek waarvan Juvencus een trendsetter was. Wat men weet over Juvencus’ leven is enkel dat wat Hiëronymus in verschillende werken heeft neergeschreven, zoals in zijn De viris illustribus. Zo komt men dankzij de kerkvader te weten dat Juvencus naast zijn Evangeliorum libri quattor nog een ander werk had geschreven namelijk de Ordo Sacramentorum.

## De Latijns-Christelijke epische traditie
Latijns–christelijke geschriften werden vanaf het ontstaan van het christendom tot de tijd van Constantijn de Grote door klassiek geschoolde tijdgenoten bestempeld als van slechte literaire kwaliteit. In 313, het jaar waarin keizer Constantijn de godsdienstvrijheid uitvaardigde, kwam hier verandering in. Deze religieuze omwenteling in de maatschappij zorgde ervoor dat vele mensen zich openlijk tot het christendom gingen bekeren. Onder hen bevonden zich verschillende klassiek geschoolde Romeinen wat wil zeggen dat ze getraind waren in het lezen en schrijven van poëzie. Enkelen onder hen hadden zich in het uiten van deze kunst gespecialiseerd en wilden niet dat hun bekering een domper zou zijn op het vervaardigen van poëzie.
Daarnaast ontstond er bij de groter wordende massa christenen, die hun geloof nu openlijk konden belijden, de vraag naar geschriften die de christelijke leer op een waardigere manier zouden verwoorden. Zo ontstond het Latijns-christelijke epos of het Bijbelepos. In dit genre behield men de vormeigenschappen van het klassiek epische gedicht maar werden de heidense en mythologische thema’s, waarover het gedicht vaak handelde, vervangen door christelijke.

## Het opus van Juvencus
Juvencus was zo een Latijns-christelijke auteur. Hij haalde voor het vervaardigen van een Bijbelepos zijn inspiratie uit het Nieuwe Testament. Zijn doel was het creëren van een gedicht in de traditie van Vergilius. De heidense en mythologische thema’s die werden gebruikt door deze klassieke meester zouden door Juvencus natuurlijk vervangen worden door Bijbelse motieven. Met dit concept in het achterhoofd schreef Juvencus zijn opus magnum, het Evangeliorum libri quattor, een gedicht in Latijnse hexameters, dat handelt over het leven van Jezus Christus. Hij baseerde zich hiervoor grotendeels op het Evangelie volgens Matteüs. Daarnaast gebruikte hij ook verschillende elementen en onderdelen uit de geschriften van de andere evangelisten. Zo haalde hij zijn inspiratie voor de eerste tweehonderd verzen van zijn Bijbelepos uit het Evangelie volgens Lucas. De werken die tijdens de regeerperiode van keizer Constantijn werden vervaardigd zijn vaak moeilijk te dateren. Slechts enkele teksten en schrijvers kunnen expliciet in deze periode worden geplaatst. Het werk van Juvencus is bij benadering te situeren rond 329, 330 dankzij een passage in het epos van Juvencus en beschrijvingen in het oeuvre van Hiëronymus.
Het Evangeliorum libri quattor bestaat uit vier boeken en wordt omsloten door een proloog en een epiloog. Enkel in deze eerste en laatste verzen is de dichter zelf aan het woord en wordt zijn aanwezigheid duidelijk. In de proloog schrijft Juvencus dat hij hoopt op het overleven van zijn tekst, bij het vergaan van de wereld en op een kwijtschelding van zijn zonden door God. In dit deel valt hij ook terug op de traditie van de Klassieke dichters door zich bij de aanvang van zijn werk te richten tot God zoals de niet-christelijke dichters zich steeds hebben gericht tot de Musen of Apollo. De laatste verzen van zijn Evangeliorum libri quattor wijdt hij aan keizer Constantijn. In deze zogenaamde laus imperatoris spreekt hij zijn tevredenheid uit over de verdwenen spanning tussen het christendom en het keizerrijk en betoont hij hulde aan de vorst.
De vier boeken die bij benadering drieduizend verzen tellen bevatten een schijnbare getrouwe weergave van het evangelische verhaal in Latijnse hexameters. Schijn kan echter bedriegen. Dit wordt duidelijk wanneer men de verzen van Juvencus plaatst naast moderne vertalingen van de Bijbel. Bij een vergelijking valt op dat Juvencus niet streefde naar een letterlijke weergave van de Bijbel en dat de taal die hij gebruikte geen eenvoudige alledaagse taal was, maar een taal die hij aanpaste aan het episch register.(Paragraaf gebaseerd op: W. Verbaal, “Juvencus en de epische dood van het epos.”, in: Hermeneus, 77 (2005), 2, p. 181)
Juvencus schreef, zoals Hiëronymus meedeelde nog een tweede christelijk gedicht namelijk de Ordo sacramentorum. Dit werk zou korter zijn dan zijn Evangeliorum libri quattor maar ging verloren. Doorheen de tijd zijn er ook verkeerdelijk werken aan Juvencus toegeschreven. Zo dacht men bijvoorbeeld dat Heptateuchus was geschreven door Juvencus terwijl dit werk eigenlijk vervaardigd werd door Cyprian van Gallië.

## Invloed en receptie
Het is niet onwaarschijnlijk dat de naam Juvencus bij velen niet bekend is. Hij werd door zijn tijdgenoten - en nog lang erna - bewonderd voor zijn omzetting van de Bijbel in verzen. Dit komt in de werken van Hiëronymus duidelijk naar voren.
Een ander bewijs van appreciatie voor de dichter zijn de verwijzingen die terug te vinden zijn in werken van dichters uit de 5e, 6e, en 7e eeuw zoals Sedulius en Arator. Deze latere christelijke dichters zagen hem immers als hun voorganger en voorbeeld in het genre. Voor de christelijke auteurs was Juvencus wat Vergilius was geweest voor de heidense dichters. Tot de 11e eeuw bleef men zijn werk aanwenden in de scholen.
De hedendaagse onderwaardering kan op twee niveaus worden uitgelegd. Enerzijds voelen classici de stijl van Juvencus aan als niet-klassiek, dit wil zeggen, minderwaardig. Zij zijn immers vertrouwd met het Latijn van Cicero, Caesar en Vergilius, dat beantwoordt aan een volledig andere esthetiek. Een andere kritiek komt uit de hoek van de Kerk die van oordeel is dat Juvencus’ epos afbreuk doet aan de duidelijke boodschap die de Bijbel wil meegeven. Voor Juvencus’ tijdgenoten vormde dit geen probleem aangezien zij thuis waren in de esthetiek die Juvencus hanteerde. Dit zou kunnen verklaren waarom men in de Klassieke oudheid met lof sprak over zijn werk terwijl het nu door de meeste wordt verwaarloosd.
Juvencus was de eerste christelijk-epische dichter en in zekere zin ook de laatste. De dichters die na hem kwamen, kozen als onderwerp vooral het Oude Testament of dichtten het evangelie om tot leerdicht. De verhalende Christus-epiek van de oudheid vond in Juvencus haar aanzet en voltooiing. (W. Verbaal, “Juvencus en de epische dood van het epos.”, in: Hermeneus, 77 (2005), 2, p. 186)